# 2070年10月4日日食
2070年10月4日日食为一次在协调世界时2070年10月4日出現的一次日環食。該次日食食分為0.9731，食甚維持時間2分44秒。

## 概述
這次日食的食分是0.9731，環食維持2分44秒。

## 基本參數
- 類型：日環食
- 食最大地點資料：
  - 日期：2070年10月4日
  - 時間：7時8分57秒
  - 地點：33S 60E
  - 食分：0.9731
  - 日環食持續時間：2分44秒

## 外部連結
- NASA未來日食資料（页面存档备份，存于）
- 可見區域圖和時間統計：由弗雷德·埃斯佩纳克做出的日食預報，NASA/GSFC
  - Google互動地圖呈現的日食範圍
  - 貝塞爾元素